# ريهاردس كوكسيكس
ريهاردس كوكسيكس (باللاتفية: Rihards Kuksiks)‏ مواليد 17 يوليو 1988 في ريغا، هو لاعب كرة سلة لاتفي. بدأ مسيرته الاحترافية في سنة 2011. يبلغ طوله 6 قدم 6 بوصة (2.0 م).

## المسيرة الاحترافية
لعب مع فالنسيا باسكت في الدوري الإسباني في موسم 2011–2012، ثم لعب مع سان سباستيان غيبوثكوا بي سي في موسم 2012–2013، ثم لعب مع نادي بوديفلنيك لكرة السلة في سنة 2013، ثم لعب مع في إي إف ريغا في سنة 2014، ثم لعب مع نيجني نوفغورود في الدوري الروسي في سنة 2015، ثم لعب مع بالاكانسترو فاريزي في الدوري الإيطالي في موسم 2015–2016.

## روابط خارجية
- ريهاردس كوكسيكس على موقع الاتحاد الدولي لكرة السلة (الإنجليزية)
- ريهاردس كوكسيكس على موقع الدوري الأوروبي لكرة السلة (الإنجليزية)
- ريهاردس كوكسيكس على موقع الدوري الإسباني لكرة السلة (الإسبانية)
- ريهاردس كوكسيكس على موقع كرة السلة الأوروبية.كوم (الإنجليزية)
- ريهاردس كوكسيكس على موقع كلية كرة السلة في سبورتس رفرنس.كوم (الإنجليزية)
- ريهاردس كوكسيكس على موقع ريلجم (الإنجليزية)
- ريهاردس كوكسيكس على موقع بروبوليرز (الإنجليزية)
- ريهاردس كوكسيكس على موقع سبورتس رفرنس (الإنجليزية)